# Demografia de Portugal
Em 31 de dezembro de 2024, a população residente em Portugal foi estimada em 10 749 635 pessoas, mais 109 909 pessoas do que em 2023. Desde 2018, aonde foram estimados 10 276 617 pessoas residentes, a população cresceu 4,6%.
Os dados sobre a composição genética dos portugueses apontam para a sua fraca diferenciação interna e base essencialmente continental europeia paleolítica É certo que houve processos démicos no Mesolítico (provável ligação ao Norte de África) e Neolítico (criando alguma ligação com o Médio Oriente, mas bastante menos do que noutras zonas da Europa), tal como as migrações das Idades do Cobre, Bronze e Ferro contribuíram para a indo-europeização da Península Ibérica (essencialmente uma «celtização»), sem apagar o forte carácter mediterrânico, particularmente a sul e leste. A romanização, as invasões germânicas, o domínio islâmico mouro, a presença judaica e a escravatura subsariana terão tido igualmente o seu impacto e a sua contribuição démica. Podem mesmo listar-se todos os povos historicamente mais importantes que por Portugal passaram e/ou ficaram: as culturas pré-indo-europeias da Ibéria (como tartessos e outras anteriores) e seus descendentes (como os cónios, posteriormente «celtizados»); os protoceltas e celtas (tais como os lusitanos, gallaici, celtici); alguns poucos fenícios e cartagineses; romanos; suevos, búrios e visigodos, bem como alguns poucos vândalos e alanos; alguns poucos bizantinos; berberes com alguns árabes e saqaliba (escravos eslavos); judeus sefarditas; africanos subsarianos; fluxos menos maciços de migrantes europeus (particularmente da Europa Ocidental). Todos estes processos populacionais terão deixado a sua marca, ora mais forte, ora só vestigial. Mas a base genética da população relativamente homogénea do território português, como do resto da Península Ibérica, mantém-se a mesma nos últimos quarenta milénios: os primeiros seres humanos modernos a entrar na Europa Ocidental, os caçadores-recolectores do Paleolítico.
O idioma oficial, utilizado pela quase totalidade da população, é o português.
O mirandês é reconhecido oficialmente e ensinado nas escolas do concelho de Miranda do Douro. O seu uso, no entanto, é bastante restrito, estando em curso acções de revitalização.
Atualmente a população portuguesa tem vindo a aumentar, mas com um crescimento natural (natalidade menos a mortalidade) cada vez menor, levando a que o país se encontre envelhecido e não exista renovação de gerações. Por outro lado, a esperança média de vida tem vindo a aumentar, tanto nos homens como nas mulheres, o que tem sido crucial para este envelhecimento populacional. O maior crescimento da população tem-se verificado nos distritos costeiros principalmente Setúbal, Porto, Aveiro e Braga, mas continua a diminuir nos distritos do interior.
Nos últimos tempos a imigração tem vindo a aumentar em consequência da entrada de africanos provenientes dos PALOP, europeus de Leste e sul americanos, principalmente brasileiros, estabelecendo-se principalmente nas grandes cidades portuguesas. A emigração permanente tem-se mantido a níveis baixos, desde a revolução do 25 de Abril de 1974 e com a entrada na União Europeia. Internamente, a migração é dominada pela atracção exercida pelas áreas metropolitanas de Lisboa e do Porto em relação ao resto do País.

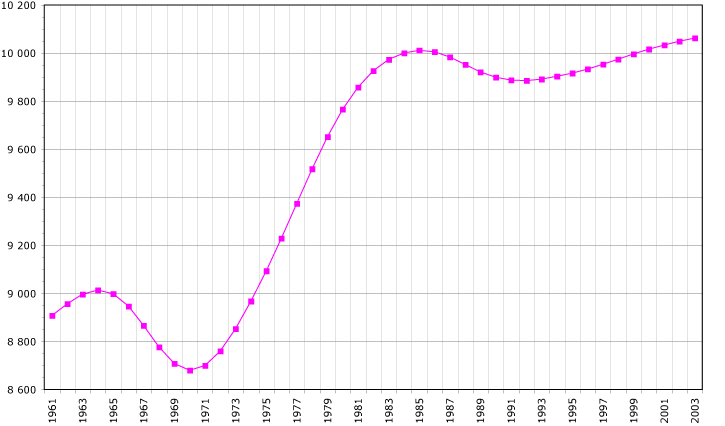
Gráfico da evolução demográfica em Portugal entre 1961 e 2003.

## Dados históricos
Deve-se a D. João III o primeiro numeramento geral do Reino, isto é, a primeira tentativa para apurar o número global da população portuguesa. É um esboço do censo atual, feito em 1527. A população rondava então os cerca de 1,1 milhão de habitantes.
O primeiro censo da população foi realizado em 1864 e o segundo em 1878. A partir do terceiro, que teve lugar em 1890, eles passam a ser efectuados de dez em dez anos até 1970 (com a excepção de 1911). O censo seguinte só teve lugar em 1981 e partir desse ano a periodicidade manteve-se decenal, no ano 1 de cada nova década.

### Taxa de fecundidadede 1850 a 1899
A taxa de fecundidade é o número de filhos nascidos por mulher. Baseia-se em dados razoavelmente bons para todo o período. Fontes: Our World In Data and Gapminder Foundation.
| Anos                            | 1850 | 1851 | 1852 | 1853 | 1854 | 1855 | 1856 | 1857 | 1858 | 1859 | 1860 |
| ------------------------------- | ---- | ---- | ---- | ---- | ---- | ---- | ---- | ---- | ---- | ---- | ---- |
| Taxa de fecundidade em Portugal | 4,5  | 4,47 | 4,44 | 4,41 | 4,38 | 4,35 | 4,33 | 4,3  | 4,27 | 4,24 | 4,21 |

| Anos                            | 1861 | 1862 | 1863 | 1864 | 1865 | 1866 | 1867 | 1868 | 1869 | 1870 |
| ------------------------------- | ---- | ---- | ---- | ---- | ---- | ---- | ---- | ---- | ---- | ---- |
| Taxa de fecundidade em Portugal | 4,18 | 4,15 | 4,12 | 4,09 | 4,1  | 4,11 | 4,12 | 4,14 | 4,15 | 4,16 |

| Anos                            | 1871 | 1872 | 1873 | 1874 | 1875 | 1876 | 1877 | 1878 | 1879 | 1880 |
| ------------------------------- | ---- | ---- | ---- | ---- | ---- | ---- | ---- | ---- | ---- | ---- |
| Taxa de fecundidade em Portugal | 4,17 | 4,18 | 4,19 | 4,2  | 4,21 | 4,22 | 4,23 | 4,24 | 4,23 | 4,22 |

| Anos                            | 1881 | 1882 | 1883 | 1884 | 1885 | 1886 | 1887 | 1888 | 1889 | 1890 |
| ------------------------------- | ---- | ---- | ---- | ---- | ---- | ---- | ---- | ---- | ---- | ---- |
| Taxa de fecundidade em Portugal | 4,91 | 4,19 | 4,18 | 4,17 | 4,16 | 4,15 | 4,38 | 4,3  | 4,38 | 4,24 |

| Anos                            | 1891 | 1892 | 1893 | 1894 | 1895 | 1896 | 1897 | 1898 | 1899 |
| ------------------------------- | ---- | ---- | ---- | ---- | ---- | ---- | ---- | ---- | ---- |
| Taxa de fecundidade em Portugal | 4,16 | 4,06 | 4,15 | 3,86 | 3,9  | 3,9  | 3,95 | 3,93 | 3,89 |

## Estatísticas vitais desde 1900
| [ 10 ] [ 11 ] [ 12 ] [ 13 ] | População  | Nascidos vivos | Mortes  | Mudança natural | Taxa bruta de natalidade (per 1000) | Taxa bruta de mortalidade (per 1000) | Mudança natural (per 1000) | Taxa de fecundidade |
| --------------------------- | ---------- | -------------- | ------- | --------------- | ----------------------------------- | ------------------------------------ | -------------------------- | ------------------- |
| 1900                        | 5 410 000  | 165 245        | 110 330 | 54 915          | 30,5                                | 20,3                                 | 10,2                       | 3,96                |
| 1901                        | 5 460 000  | 170 773        | 114 130 | 56 643          | 31,3                                | 20,9                                 | 10,4                       | 4,07                |
| 1902                        | 5 490 000  | 176 029        | 108 378 | 67 651          | 32,0                                | 19,7                                 | 12,4                       | 4,16                |
| 1903                        | 5 560 000  | 183 138        | 111 685 | 71 453          | 33,0                                | 20,1                                 | 12,8                       | 4,29                |
| 1904                        | 5 600 000  | 176 726        | 105 572 | 71 154          | 31,6                                | 18,9                                 | 12,7                       | 4,11                |
| 1905                        | 5 660 000  | 179 746        | 112 756 | 66 990          | 31,8                                | 20,0                                 | 11,8                       | 4,13                |
| 1906                        | 5 690 000  | 182 920        | 125 243 | 57 677          | 32,1                                | 22,0                                 | 10,2                       | 4,17                |
| 1907                        | 5 730 000  | 176 417        | 113 254 | 63 163          | 30,7                                | 19,7                                 | 11,0                       | 3,99                |
| 1908                        | 5 790 000  | 175 268        | 115 876 | 59 392          | 30,3                                | 20,0                                 | 10,2                       | 3,94                |
| 1909                        | 5 850 000  | 174 753        | 112 421 | 62 332          | 29,9                                | 19,2                                 | 10,8                       | 3,89                |
| 1910                        | 5 890 000  | 186 953        | 113 161 | 73 792          | 31,7                                | 19,2                                 | 12,6                       | 4,12                |
| 1911                        | 5 960 000  | 230 033        | 130 900 | 99 133          | 38,6                                | 22,0                                 | 16,6                       | 5,02                |
| 1912                        | 5 960 000  | 207 870        | 119 578 | 88 292          | 34,9                                | 20,1                                 | 14,8                       | 4,54                |
| 1913                        | 5 970 000  | 193 906        | 123 054 | 70 852          | 32,5                                | 20,6                                 | 11,9                       | 4,22                |
| 1914                        | 5 980 000  | 188 479        | 115 526 | 72 953          | 31,5                                | 19,3                                 | 12,0                       | 4,09                |
| 1915                        | 5 990 000  | 195 225        | 122 513 | 72 712          | 32,6                                | 20,5                                 | 12,0                       | 4,24                |
| 1916                        | 6 000 000  | 192 780        | 129 389 | 63 391          | 32,1                                | 21,6                                 | 10,7                       | 4,17                |
| 1917                        | 6 000 000  | 188 391        | 134 082 | 54 309          | 31,4                                | 22,3                                 | 9,0                        | 4,08                |
| 1918                        | 6 020 000  | 178 687        | 248 978 | –70 291         | 29,7                                | 41,4                                 | –11,6                      | 3,86                |
| 1919                        | 6 020 000  | 166 162        | 152 856 | 13 306          | 27,6                                | 25,4                                 | 2,2                        | 3,59                |
| 1920                        | 6 040 000  | 202 908        | 142 862 | 60 046          | 33,6                                | 23,7                                 | 9,9                        | 4,37                |
| 1921                        | 6 070 000  | 197 022        | 126 316 | 70 706          | 32,4                                | 20,8                                 | 11,7                       | 4,21                |
| 1922                        | 6 170 000  | 203 727        | 125 747 | 77 980          | 33,1                                | 20,4                                 | 12,6                       | 4,3                 |
| 1923                        | 6 240 000  | 207 172        | 141 775 | 65 397          | 33,2                                | 22,7                                 | 10,4                       | 4,32                |
| 1924                        | 6 310 000  | 207 440        | 126 052 | 81 388          | 32,8                                | 20,0                                 | 12,8                       | 4,26                |
| 1925                        | 6 370 000  | 208 434        | 117 413 | 91 021          | 32,6                                | 18,4                                 | 14,3                       | 4,24                |
| 1926                        | 6 470 000  | 214 633        | 127 959 | 86 674          | 33,5                                | 19,8                                 | 13,8                       | 4,36                |
| 1927                        | 6 550 000  | 199 399        | 123 382 | 76 017          | 31,0                                | 18,8                                 | 12,2                       | 4,03                |
| 1928                        | 6 620 000  | 211 314        | 124 088 | 87 226          | 31,9                                | 18,7                                 | 13,1                       | 4,15                |
| 1929                        | 6 720 000  | 200 874        | 118 824 | 82 050          | 29,9                                | 17,7                                 | 12,2                       | 3,89                |
| 1930                        | 6 804 000  | 202 529        | 116 352 | 86 177          | 29,7                                | 17,1                                 | 12,8                       | 3,86                |
| 1931                        | 6 860 000  | 204 120        | 115 225 | 88 895          | 29,7                                | 16,8                                 | 13,0                       | 3,86                |
| 1932                        | 6 968 000  | 208 062        | 118 895 | 89 167          | 29,9                                | 17,1                                 | 12,8                       | 3,89                |
| 1933                        | 7 057 000  | 204 315        | 120 996 | 83 319          | 28,9                                | 17,2                                 | 11,8                       | 3,88                |
| 1934                        | 7 147 000  | 203 158        | 118 539 | 84 619          | 28,4                                | 16,6                                 | 11,8                       | 3,74                |
| 1935                        | 7 237 000  | 203 943        | 123 051 | 80 892          | 28,2                                | 17,0                                 | 11,2                       | 3,59                |
| 1936                        | 7 326 000  | 205 615        | 119 003 | 86 612          | 28,1                                | 16,2                                 | 11,8                       | 3,45                |
| 1937                        | 7 416 000  | 198 217        | 117 291 | 80 926          | 26,7                                | 15,8                                 | 10,9                       | 3,39                |
| 1938                        | 7 506 000  | 199 467        | 115 331 | 84 136          | 26,6                                | 15,4                                 | 11,2                       | 3,34                |
| 1939                        | 7 595 000  | 198 888        | 116 075 | 82 813          | 26,2                                | 15,3                                 | 10,9                       | 3,28                |
| 1940                        | 7 696 000  | 187 892        | 120 486 | 67 406          | 24,4                                | 15,7                                 | 8,8                        | 3,22                |
| 1941                        | 7 750 000  | 184 336        | 134 937 | 49 399          | 23,8                                | 17,4                                 | 6,4                        | 3,12                |
| 1942                        | 7 810 000  | 187 503        | 126 531 | 60 972          | 24,0                                | 16,1                                 | 7,8                        | 3,14                |
| 1943                        | 7 890 000  | 198 101        | 121 887 | 76 214          | 25,1                                | 15,3                                 | 9,7                        | 3,27                |
| 1944                        | 7 960 000  | 201 373        | 119 275 | 82 098          | 25,3                                | 14,8                                 | 10,3                       | 3,28                |
| 1945                        | 8 040 000  | 209 131        | 115 596 | 93 535          | 26,0                                | 14,2                                 | 11,6                       | 3,39                |
| 1946                        | 8 100 000  | 205 825        | 120 800 | 85 025          | 25,4                                | 14,9                                 | 10,5                       | 3,29                |
| 1947                        | 8 180 000  | 200 488        | 110 437 | 90 051          | 24,5                                | 13,5                                 | 11,0                       | 3,14                |
| 1948                        | 8 262 000  | 220 981        | 107 576 | 113 405         | 26,7                                | 13,0                                 | 13,7                       | 3,42                |
| 1949                        | 8 333 000  | 212 260        | 117 499 | 94 761          | 25,5                                | 14,1                                 | 11,4                       | 3,23                |
| 1950                        | 8 405 000  | 205 163        | 102 798 | 102 365         | 24,4                                | 12,2                                 | 12,2                       | 3,1                 |
| 1951                        | 8 459 000  | 207 870        | 105 473 | 102 397         | 24,6                                | 12,5                                 | 12,1                       | 3,1                 |
| 1952                        | 8 496 000  | 211 213        | 100 486 | 110 727         | 24,9                                | 11,8                                 | 13,0                       | 3,1                 |
| 1953                        | 8 534 000  | 202 135        | 97 460  | 104 675         | 23,7                                | 11,4                                 | 12,3                       | 3,1                 |
| 1954                        | 8 570 000  | 197 536        | 95 088  | 102 448         | 23,0                                | 11,1                                 | 12,0                       | 3,1                 |
| 1955                        | 8 610 000  | 209 790        | 99 472  | 110 318         | 24,4                                | 11,6                                 | 12,8                       | 3,1                 |
| 1956                        | 8 647 000  | 202 667        | 106 919 | 95 748          | 23,4                                | 12,4                                 | 11,1                       | 3,11                |
| 1957                        | 8 680 000  | 211 494        | 101 784 | 109 710         | 24,4                                | 11,7                                 | 12,6                       | 3,12                |
| 1958                        | 8 725 000  | 212 467        | 91 891  | 120 576         | 24,4                                | 10,5                                 | 13,8                       | 3,13                |
| 1959                        | 8 826 000  | 213 062        | 97 754  | 115 308         | 24,3                                | 11,1                                 | 13,1                       | 3,15                |
| 1960                        | 8 865 000  | 213 895        | 95 007  | 118 888         | 23,9                                | 10,6                                 | 13,3                       | 3,16                |
| 1961                        | 8 929 000  | 217 516        | 99 590  | 117 926         | 24,3                                | 11,1                                 | 13,2                       | 3,18                |
| 1962                        | 8 994 000  | 220 200        | 96 864  | 123 336         | 24,4                                | 10,7                                 | 13,7                       | 3,18                |
| 1963                        | 9 031 000  | 212 152        | 98 011  | 114 141         | 23,4                                | 10,8                                 | 12,6                       | 3,19                |
| 1964                        | 9 034 000  | 217 136        | 96 878  | 120 258         | 23,8                                | 10,6                                 | 13,2                       | 3,19                |
| 1965                        | 8 999 000  | 210 299        | 95 187  | 115 112         | 23,0                                | 10,4                                 | 12,6                       | 3,18                |
| 1966                        | 8 931,000  | 206 940        | 100 088 | 106 852         | 22,7                                | 11,0                                 | 11,7                       | 3,16                |
| 1967                        | 8 875 000  | 202 061        | 95 816  | 106 245         | 22,2                                | 10,5                                 | 11,7                       | 3,13                |
| 1968                        | 8 837 000  | 194 962        | 94 661  | 100 301         | 21,4                                | 10,4                                 | 11,0                       | 3,09                |
| 1969                        | 8 758 000  | 189 739        | 101 088 | 88 651          | 20,9                                | 11,1                                 | 9,7                        | 3,05                |
| 1970                        | 8 663 000  | 180 690        | 93 093  | 87 597          | 20,4                                | 10,5                                 | 9,9                        | 2,99                |
| 1971                        | 8 624 000  | 181 243        | 98 688  | 82 555          | 21,0                                | 11,4                                 | 9,6                        | 2,94                |
| 1972                        | 8 637 000  | 174 685        | 90 315  | 84 370          | 20,2                                | 10,5                                 | 9,8                        | 2,88                |
| 1973                        | 8 630 000  | 172 324        | 95 435  | 76 889          | 20,0                                | 11,1                                 | 8,9                        | 2,83                |
| 1974                        | 8 879 000  | 171 979        | 96 928  | 75 051          | 19,6                                | 11,1                                 | 8,6                        | 2,77                |
| 1975                        | 9 308 000  | 179 648        | 97 936  | 81 712          | 19,8                                | 10,8                                 | 9,0                        | 2,71                |
| 1976                        | 9 404 000  | 186 712        | 102 027 | 84 685          | 20,0                                | 10,9                                 | 9,1                        | 2,65                |
| 1977                        | 9 508 000  | 181 064        | 96 111  | 84 953          | 19,2                                | 10,2                                 | 9,0                        | 2,57                |
| 1978                        | 9 609 000  | 167 467        | 96 194  | 71 273          | 17,5                                | 10,1                                 | 7,5                        | 2,48                |
| 1979                        | 9 714 000  | 160 311        | 92 732  | 67 579          | 16,6                                | 9,6                                  | 7,0                        | 2,39                |
| 1980                        | 9 819 000  | 158 352        | 94 971  | 63 381          | 16,2                                | 9,7                                  | 6,5                        | 2,29                |
| 1981                        | 9 884 000  | 152 102        | 95 892  | 56 210          | 15,4                                | 9,7                                  | 5,7                        | 2,18                |
| 1982                        | 9 940 000  | 151 029        | 92 551  | 58 478          | 15,3                                | 9,4                                  | 5,9                        | 2,07                |
| 1983                        | 9 976 000  | 144 327        | 96 367  | 47 960          | 14,6                                | 9,7                                  | 4,9                        | 1,97                |
| 1984                        | 10 017 000 | 142 805        | 97 227  | 45 578          | 14,4                                | 9,8                                  | 4,6                        | 1,87                |
| 1985                        | 10 031 000 | 130 492        | 97 339  | 33 153          | 13,2                                | 9,8                                  | 3,3                        | 1,78                |
| 1986                        | 10 035 000 | 126 748        | 95 828  | 30 920          | 12,7                                | 9,6                                  | 3,1                        | 1,71                |
| 1987                        | 10 025 000 | 123 218        | 95 423  | 27 795          | 12,3                                | 9,5                                  | 2,8                        | 1,65                |
| 1988                        | 10 014 000 | 122 121        | 98 236  | 23 885          | 12,3                                | 9,9                                  | 2,4                        | 1,60                |
| 1989                        | 9 996 000  | 118 560        | 96 220  | 22 340          | 11,9                                | 9,7                                  | 2,2                        | 1,53                |
| 1990                        | 9 983 000  | 116 383        | 103 115 | 13 268          | 11,8                                | 10,4                                 | 1,3                        | 1,51                |
| 1991                        | 9 950 000  | 116 415        | 104 361 | 12 054          | 11,7                                | 10,5                                 | 1,2                        | 1,43                |
| 1992                        | 9 955 000  | 115 018        | 101 161 | 13 857          | 11,5                                | 10,2                                 | 1,4                        | 1,49                |
| 1993                        | 9 974 000  | 114 030        | 106 384 | 7 646           | 11,4                                | 10,7                                 | 0,8                        | 1,54                |
| 1994                        | 10 009 000 | 109 287        | 99 621  | 9 666           | 10,9                                | 10,0                                 | 1,0                        | 1,42                |
| 1995                        | 10 044 000 | 107 184        | 103 939 | 3 245           | 10,7                                | 10,4                                 | 0,3                        | 1,37                |
| 1996                        | 10 084 000 | 110 363        | 107 259 | 3 104           | 11,0                                | 10,7                                 | 0,3                        | 1,45                |
| 1997                        | 10 134 000 | 113 047        | 105 157 | 7 890           | 11,2                                | 10,4                                 | 0,8                        | 1,48                |
| 1998                        | 10 187 000 | 113 510        | 106 574 | 6 936           | 11,2                                | 10,5                                 | 0,7                        | 1,48                |
| 1999                        | 10 249 000 | 116 038        | 108 268 | 7 770           | 11,4                                | 10,7                                 | 0,8                        | 1,49                |
| 2000                        | 10 330 774 | 120 071        | 105 813 | 14 258          | 11,8                                | 10,4                                 | 1,4                        | 1,57                |
| 2001                        | 10 394 669 | 112 774        | 105 092 | 7 682           | 10,9                                | 10,1                                 | 0,8                        | 1,45                |
| 2002                        | 10 444 592 | 114 456        | 106 690 | 7 766           | 11,0                                | 10,3                                 | 0,7                        | 1,47                |
| 2003                        | 10 473 050 | 112 589        | 109 148 | 3 441           | 10,8                                | 10,5                                 | 0,3                        | 1,44                |
| 2004                        | 10 494 672 | 109 356        | 102 371 | 6 985           | 10,4                                | 9,7                                  | 0,7                        | 1,40                |
| 2005                        | 10 511 988 | 109 457        | 107 839 | 1 618           | 10,4                                | 10,2                                 | 0,2                        | 1,40                |
| 2006                        | 10 532 588 | 105 514        | 102 362 | 3 152           | 10,0                                | 9,7                                  | 0,3                        | 1,36                |
| 2007                        | 10 553 339 | 102 567        | 103 888 | –1 321          | 9,7                                 | 9,8                                  | –0,1                       | 1,33                |
| 2008                        | 10 563 014 | 104 594        | 104 280 | 314             | 9,8                                 | 9,8                                  | 0,0                        | 1,37                |
| 2009                        | 10 573 479 | 99 491         | 104 434 | –4 943          | 9,4                                 | 9,9                                  | –0,5                       | 1,32                |
| 2010                        | 10 572 721 | 101 381        | 105 954 | –4 573          | 9,6                                 | 10,0                                 | –0,4                       | 1,37                |
| 2011                        | 10 542 398 | 96 856         | 102 848 | –5 992          | 9,2                                 | 9,7                                  | –0,5                       | 1,30                |
| 2012                        | 10 487 289 | 89 841         | 107 612 | –17 771         | 8,5                                 | 10,2                                 | –1,7                       | 1,28                |
| 2013                        | 10 427 301 | 82 787         | 106 554 | –23 767         | 7,9                                 | 10,2                                 | –2,3                       | 1,21                |
| 2014                        | 10 374 822 | 82 367         | 104 843 | –22 476         | 7,9                                 | 10,1                                 | –2,2                       | 1,23                |
| 2015                        | 10 341 330 | 85 500         | 108 539 | –23 039         | 8,3                                 | 10,5                                 | –2,2                       | 1,30                |
| 2016                        | 10 309 573 | 87 126         | 110 573 | –23 447         | 8,4                                 | 10,7                                 | –2,3                       | 1,36                |
| 2017                        | 10 291 027 | 86 154         | 109 758 | –23 604         | 8,4                                 | 10,7                                 | –2,3                       | 1,38                |
| 2018                        | 10 276 617 | 87 020         | 113 051 | –26 031         | 8,5                                 | 11,0                                 | –2,5                       | 1,42                |
| 2019                        | 10 295 909 | 86 579         | 111 843 | –25 264         | 8,4                                 | 10,9                                 | –2,5                       | 1,43                |
| 2020                        | 10 298 252 | 84 530         | 123 396 | –38 866         | 8,2                                 | 11,9                                 | –3,7                       | 1,40                |
| 2021                        | 10 343 066 | 79 582         | 124 802 | –45 220         | 7,7                                 | 12,0                                 | –4,3                       | 1,34                |
| 2022                        | 10 516 621 | 83 671         | 124 311 | –40 640         | 8,0                                 | 11,9                                 | –3,9                       | 1,42                |
| 2023                        | 10 639 726 | 85 764         | 117 809 | -32,045         | 8,1                                 | 11,1                                 | –3,0                       | 1,44                |
| 2024                        | 10 749 635 | 84 642         | 118 374 |                 |                                     |                                      |                            |                     |

## Distribuição populacional

### Regiões
O crescimento populacional das sete regiões portuguesas varia. Devido à crise financeira de 2010, com exepcão dos Açores, todas as regiões portuguesas registaram um declínio populacional nos anos seguintes. A região de Lisboa foi a primeira a registar uma recuperação, através de um crescimento populacional desde 2014, a seguir das regiões Norte e Centro, registando um crescimento populacional desde 2019 e as regiões do Alentejo e do Algarve desde 2021. Já as regiões dos Açores e da Madeira registam um declínio populacional. A região Centro foi a única região portuguesa continental a registar no ano de 2021 uma redução populacional, enquanto todas as outras quatro regiões registaram um crescimento populacional.
|      | Região do Norte | Região do Centro | Área Metropolitana de Lisboa | Região do Alentejo | Região do Algarve | Região dos Açores | Região da Madeira |
| ---- | --------------- | ---------------- | ---------------------------- | ------------------ | ----------------- | ----------------- | ----------------- |
| 2011 | 3 683 871       | 2 329 587        | 2 823 329                    | 755 353            | 452 321           | 247 095           | 267 394           |
| 2012 | 3 662 884       | 2 310 828        | 2 820 092                    | 747 933            | 451 078           | 246 424           | 264 650           |
| 2013 | 3 640 801       | 2 290 675        | 2 815 667                    | 739 913            | 449 952           | 245 336           | 261 748           |
| 2014 | 3 618 807       | 2 272 517        | 2 820 766                    | 732 178            | 449 965           | 243 271           | 257 617           |
| 2015 | 3 605 791       | 2 259 588        | 2 829 408                    | 725 914            | 451 679           | 241 653           | 254 521           |
| 2016 | 3 596 590       | 2 246 203        | 2 836 906                    | 719 058            | 453 300           | 240 108           | 252 313           |
| 2017 | 3 592 401       | 2 235 005        | 2 849 085                    | 713 125            | 456 113           | 238 964           | 251 077           |
| 2018 | 3 591 630       | 2 226 188        | 2 859 422                    | 708 434            | 459 597           | 237 828           | 250 397           |
| 2019 | 3 600 042       | 2 229 958        | 2 884 800                    | 707 159            | 465 610           | 237 113           | 250 713           |
| 2020 | 3 601 434       | 2 239 686        | 2 884 695                    | 709 074            | 469 892           | 237 616           | 251 900           |
| 2021 | 3 609 978       | 2 252 648        | 2 883 645                    | 713 376            | 469 983           | 238 794           | 252 693           |

### Distritos
O população dos 18 distritos portugueses varia. Os distritos de Lisboa e do Porto são os maiores distritos em termos de população, com perto de 2,3 e 1,8 milhões de habitantes respectivamente, a seguir de Setúbal e de Braga com mais de 800 mil habitantes cada um, o distrito de Aveiro com 700 mil habitantes, o distrito de Faro com perto de meio milhão de habitantes e os distritos de Leiria, Santarém e Coimbra com mais de 400 mil habitantes. Já os distritos de Portalegre, Bragança, Guarda, Beja, Castelo Branco e Vila Real não chegam a ter 200 mil habitantes cada um.
|    | 2009      | 2010      | 2011      | 2012      | 2013      | 2014      | 2015      | 2016      | 2017      | 2018      | 2019      | 2020      | 2021      |
| -- | --------- | --------- | --------- | --------- | --------- | --------- | --------- | --------- | --------- | --------- | --------- | --------- | --------- |
| AC | 246 785   | 246 829   | 246 976   | 247 372   | 247 495   | 246 897   | 246 060   | 245 525   | 244 573   | 243 354   | 242 821   | 239 729   | 236 413   |
| AV | 717 186   | 715 732   | 713 969   | 711 527   | 708 246   | 704 732   | 702 158   | 700 147   | 698 123   | 696 516   | 696 525   | 699 958   | 700 964   |
| BE | 154 623   | 153 633   | 152 489   | 151 210   | 149 917   | 148 300   | 146 278   | 144 606   | 143 278   | 141 897   | 141 177   | 143 099   | 144 410   |
| BR | 850 402   | 849 535   | 849 017   | 847 889   | 844 865   | 841 452   | 838 454   | 834 935   | 831 292   | 829 317   | 828 526   | 837 979   | 846 515   |
| BA | 138 938   | 137 425   | 135 920   | 134 293   | 132 414   | 130 650   | 128 964   | 127 291   | 125 952   | 125 004   | 124 350   | 123 777   | 122 833   |
| CB | 198 916   | 197 531   | 195 560   | 193 018   | 190 434   | 187 992   | 186 003   | 184 146   | 182 141   | 180 105   | 178 426   | 178 314   | 177 912   |
| CO | 433 390   | 431 813   | 428 940   | 424 787   | 420 481   | 416 484   | 413 576   | 411 434   | 409 173   | 406 638   | 405 240   | 407 738   | 408 631   |
| EV | 168 568   | 167 546   | 166 342   | 164 834   | 163 151   | 161 092   | 158 804   | 156 977   | 155 372   | 153 701   | 152 582   | 152 770   | 152 436   |
| FA | 442 956   | 448 564   | 448 722   | 445 265   | 443 374   | 441 913   | 441 699   | 441 669   | 440 543   | 439 241   | 438 635   | 453 464   | 467 343   |
| GU | 164 672   | 162 529   | 160 279   | 157 927   | 155 512   | 153 304   | 151 444   | 149 571   | 147 494   | 145 409   | 143 769   | 143 517   | 143 019   |
| LE | 471 144   | 471 537   | 470 635   | 468 497   | 466 092   | 463 448   | 461 789   | 460 468   | 458 351   | 455 938   | 454 922   | 457 687   | 458 679   |
| LI | 2 235 155 | 2 246 101 | 2 251 948 | 2 248 726 | 2 240 012 | 2 235 322 | 2 237 038 | 2 243 333 | 2 253 915 | 2 265 832 | 2 280 469 | 2 285 124 | 2 275 591 |
| MA | 265 927   | 267 340   | 266 101   | 263 664   | 262 202   | 260 000   | 257 555   | 255 650   | 254 622   | 254 157   | 254 100   | 252 753   | 250 744   |
| PA | 120 369   | 119 379   | 118 108   | 116 510   | 114 900   | 113 111   | 111 160   | 109 412   | 107 823   | 106 268   | 105 009   | 105 054   | 104 989   |
| PO | 1 820 986 | 1 819 896 | 1 817 828 | 1 812 494 | 1 803 301 | 1 793 713 | 1 785 057 | 1 778 649 | 1 776 066 | 1 777 095 | 1 780 663 | 1 785 683 | 1 786 656 |
| SA | 455 567   | 454 878   | 453 327   | 450 772   | 447 827   | 444 057   | 440 137   | 437 063   | 434 233   | 431 277   | 429 780   | 428 314   | 425 431   |
| SE | 843 172   | 849 034   | 853 391   | 854 501   | 853 242   | 852 438   | 852 339   | 851 806   | 851 679   | 852 126   | 853 069   | 865 675   | 875 656   |
| VC | 247 091   | 245 998   | 244 728   | 243 154   | 241 147   | 239 066   | 237 134   | 235 042   | 232 996   | 231 566   | 230 683   | 231 264   | 231 488   |
| VR | 210 519   | 208 289   | 206 397   | 204 455   | 202 046   | 199 748   | 197 680   | 195 561   | 193 715   | 192 465   | 191 642   | 188 878   | 185 878   |
| VI | 381 934   | 379 570   | 376 944   | 374 010   | 370 699   | 367 397   | 364 801   | 362 194   | 359 014   | 355 969   | 353 986   | 353 083   | 351 592   |

### Municípios
| Município              | Sub-região        | População (2021) |
| ---------------------- | ----------------- | ---------------- |
| Lisboa                 | AM Lisboa         | 544 851          |
| Sintra                 | AM Lisboa         | 385 954          |
| Vila Nova de Gaia      | AM Porto          | 304 149          |
| Porto                  | AM Porto          | 231 962          |
| Cascais                | AM Lisboa         | 214 134          |
| Loures                 | AM Lisboa         | 201 646          |
| Braga                  | Cávado            | 193 333          |
| Almada                 | AM Lisboa         | 177 400          |
| Matosinhos             | AM Porto          | 172 669          |
| Oeiras                 | AM Lisboa         | 171 802          |
| Amadora                | AM Lisboa         | 171 719          |
| Seixal                 | AM Lisboa         | 166 693          |
| Gondomar               | AM Porto          | 164 255          |
| Guimarães              | Ave               | 156 852          |
| Odivelas               | AM Lisboa         | 148 156          |
| Coimbra                | Região de Coimbra | 140 796          |
| Vila Franca de Xira    | AM Lisboa         | 137 659          |
| Santa Maria da Feira   | AM Porto          | 136 720          |
| Maia                   | AM Porto          | 134 959          |
| Vila Nova de Famalicão | Ave               | 133 590          |
| Leiria                 | Região de Leiria  | 128 640          |
| Setúbal                | AM Lisboa         | 123 684          |
| Barcelos               | Cávado            | 116 777          |
| Funchal                | Madeira           | 105 919          |

### Cidades
| Cidade            | Sub-região        | Região  | População (2021) | Densidade |
| ----------------- | ----------------- | ------- | ---------------- | --------- |
| Lisboa            | AM Lisboa         | Lisboa  | 545 923          | 5 456     |
| Porto             | AM Porto          | Norte   | 231 962          | 5 166     |
| Vila Nova de Gaia | AM Porto          | Norte   | 188 443          | 3 352     |
| Amadora           | AM Lisboa         | Lisboa  | 171 179          | 7 195     |
| Braga             | Cávado            | Norte   | 144 362          | 2 352     |
| Funchal           | Madeira           | Madeira | 105 795          | 1 389     |
| Queluz            | AM Lisboa         | Lisboa  | 100 228          | 3 399     |
| Coimbra           | Região de Coimbra | Centro  | 99 792           | 1 054     |
| Setúbal           | AM Lisboa         | Lisboa  | 90 396           | 1 756     |
| Almada            | AM Lisboa         | Lisboa  | 88 202           | 6 309     |
| Agualva-Cacém     | AM Lisboa         | Lisboa  | 81 020           | 7 775     |
| Gondomar          | AM Porto          | Norte   | 69 172           | 1 797     |
| Guimarães         | Ave               | Norte   | 68 768           | 1 427     |
| Rio Tinto         | AM Porto          | Norte   | 65473            | 4 353     |
| Barreiro          | AM Lisboa         | Lisboa  | 63 119           | 4 230     |
| Leiria            | Região de Leiria  | Centro  | 60 876           | 633       |
| Odivelas          | AM Lisboa         | Lisboa  | 59 604           | 11 873    |
| Viseu             | Viseu Dão-Lafões  | Centro  | 59 469           | 917       |
| Aveiro            | Região de Aveiro  | Centro  | 58 142           | 716       |

## Densidade populacional
A densidade veio a aumentar através do crescimento populacional registado a partir de 2019, subindo de 111,6 habitantes por km2 para 112,2 habitantes por km2, enquanto em 2008 ainda se registavam 114,7 habitantes por km2.
| Ano  | Densidade populacional |
| ---- | ---------------------- |
| 2006 | 114,4                  |
| 2007 | 114,6                  |
| 2008 | 114,7                  |
| 2009 | 114,7                  |
| 2010 | 114,7                  |
| 2011 | 114,3                  |
| 2012 | 113,7                  |
| 2013 | 113,1                  |
| 2014 | 112,5                  |
| 2015 | 112,1                  |
| 2016 | 111,8                  |
| 2017 | 111,6                  |
| 2018 | 111,4                  |
| 2019 | 111,6                  |
| 2020 | 111,7                  |
| 2021 | 112,2                  |

### Regiões
A densidade populacional varia entre todas as sete regiões portuguesas. Enquanto a Região de Lisboa regista uma densidade populacional de mais de 956 habitantes por km2, sendo a região mais densa populada, a Região do Alentejo regista apenas 22 habitantes por km2, sendo a região menos densa populada do país.
|      | Região do Norte | Região do Centro | Área Metropolitana de Lisboa | Região do Alentejo | Região do Algarve | Região dos Açores | Região da Madeira |
| ---- | --------------- | ---------------- | ---------------------------- | ------------------ | ----------------- | ----------------- | ----------------- |
| 2011 | 173,2           | 82,1             | 941,7                        | 23,9               | 89,3              | 106,5             | 329,8             |
| 2012 | 172,2           | 81,5             | 938,9                        | 23,7               | 88,9              | 106,6             | 328,4             |
| 2013 | 171,2           | 80,9             | 931,1                        | 23,5               | 88,5              | 106,5             | 326,2             |
| 2014 | 170,1           | 80,3             | 931,7                        | 23,2               | 88,4              | 106,1             | 322,7             |
| 2015 | 169,3           | 80,0             | 932,8                        | 22,9               | 88,5              | 105,8             | 319,9             |
| 2016 | 168,4           | 79,6             | 935,7                        | 22,7               | 88,4              | 105,6             | 318,0             |
| 2017 | 168,0           | 79,1             | 939,8                        | 22,5               | 88,0              | 105,0             | 317,4             |
| 2018 | 167,8           | 78,6             | 944,0                        | 22,3               | 87,8              | 104,6             | 316,8             |
| 2019 | 168,0           | 78,6             | 949,6                        | 22,3               | 87,7              | 104,6             | 317,2             |
| 2020 | 167,5           | 79,1             | 951,5                        | 22,1               | 87,7              | 104,3             | 317,0             |
| 2021 | 168,6           | 78,9             | 956,4                        | 22,3               | 93,2              | 101,8             | 313,5             |

## Tiopolgia de áreas urbanas
|      | Área predominantemente urbana | Área mediamente urbana | Área predominantemente rural |
| ---- | ----------------------------- | ---------------------- | ---------------------------- |
| 2011 | 7 612 484                     | 1 535 975              | 1 393 939                    |
| 2012 | 7 582 292                     | 1 526 503              | 1 378 494                    |
| 2013 | 7 547 565                     | 1 516 365              | 1 363 371                    |
| 2014 | 7 520 561                     | 1 505 078              | 1 349 183                    |
| 2015 | 7 508 430                     | 1 496 924              | 1 335 976                    |
| 2016 | 7 500 330                     | 1 487 168              | 1 322 075                    |
| 2017 | 7 503 479                     | 1 478 782              | 1 308 766                    |
| 2018 | 7 510 155                     | 1 471 043              | 1 295 419                    |
| 2019 | 7 541 792                     | 1 469 322              | 1 284 795                    |
| 2020 | 7 556 803                     | 1 467 359              | 1 274 090                    |

## Nacionalidade portuguesa
A população com nacionalidade portuguesa aumentou de 2020 para 2021, passando de 9 636 645 para 9 644 530 pessoas, aumentando em cerca de oito mil, sendo a primeira vez que se registou um aumento desde 2015 quando até este ano se registava uma diminuição anual da população com nacionalidade portuguesa.
| Ano  | População com nacionalidade portuguesa | Variação total | Variação % | % da população total |
| ---- | -------------------------------------- | -------------- | ---------- | -------------------- |
| 2015 | 9 957 571                              | 27 138         | 0,27 %     | 96,29 %              |
| 2016 | 9 916 604                              | 40 967         | 0,41 %     | 96,19 %              |
| 2017 | 9 874 345                              | 42 259         | 0,43 %     | 95,95 %              |
| 2018 | 9 799 145                              | 75 200         | 0,76 %     | 95, 35 %             |
| 2019 | 9 706 933                              | 92 212         | 0,94 %     | 94,28 %              |
| 2020 | 9 636 645                              | 70 288         | 0,72 %     | 93,58 %              |
| 2021 | 9 644 530                              | 7 885          | 0,08 %     | 93,25 %              |

### Regiões
A Região do Norte é a região com o maior número de população com nacionalidade portuguesa, totalizando perto de 3,5 milhões, a seguir da Região de Lisboa com mais de 2,5 milhões, o Centro com mais de 2,1 milhões, o Alentejo com mais de 650 mil, o Algarve com mais de 360 mil, a Madeira com 240 mil e os Açores com mais de 230 mil. As regiões, aonde se registou um aumento da população com nacionalidade portuguesa foi, em 2020, o Centro, e em 2021 as regiões Norte, Alentejo e Algarve.
|      | Região do Norte | Região do Centro | Área Metropolitana de Lisboa | Região do Alentejo | Região do Algarve | Região dos Açores | Região da Madeira |
| ---- | --------------- | ---------------- | ---------------------------- | ------------------ | ----------------- | ----------------- | ----------------- |
| 2014 | 3 578 832       | 2 210 211        | 2 605 518                    | 709 619            | 384 442           | 243 073           | 253 014           |
| 2015 | 3 561 715       | 2 203 421        | 2 614 461                    | 700 983            | 383 819           | 242 482           | 250 690           |
| 2016 | 3 540 128       | 2 188 903        | 2 624 150                    | 694 494            | 378 171           | 241 931           | 248 827           |
| 2017 | 3 526 846       | 2 173 495        | 2 627 631                    | 687 481            | 370 797           | 240 419           | 247 676           |
| 2018 | 3 512 926       | 2 154 676        | 2 605 369                    | 679 035            | 361 454           | 239 275           | 246 410           |
| 2019 | 3 498 210       | 2 140 152        | 2 565 097                    | 673 012            | 345 848           | 238 939           | 245 675           |
| 2020 | 3 476 121       | 2 141 496        | 2 538 620                    | 663 378            | 334 416           | 238 128           | 244 468           |
| 2021 | 3 486 502       | 2 132 488        | 2 526 213                    | 664 851            | 362 206           | 231 951           | 240 339           |

#### Percentagem
Os Açores, com mais de 98 % da população com nacionalidade portuguesa, continua ser a região com menos estrangeiros, seguida do Norte com 97 % da população com nacionalidade portuguesa, a Madeira e o Centro com 95 %, o Alentejo com 94 %, Lisboa com 88 % e o Algarve com 77 % da população com nacionalidade portuguesa.
|      | Região do Norte | Região do Centro | Área Metropolitana de Lisboa | Região do Alentejo | Região do Algarve | Região dos Açores | Região da Madeira |
| ---- | --------------- | ---------------- | ---------------------------- | ------------------ | ----------------- | ----------------- | ----------------- |
| 2014 | 98,81 %         | 97,62 %          | 92.75 %                      | 96,76 %            | 87,08 %           | 98,67 %           | 97,81 %           |
| 2015 | 98,83 %         | 97,65 %          | 92,95 %                      | 96,77 %            | 86,85 %           | 98,66 %           | 97,74 %           |
| 2016 | 98,76 %         | 97,55 %          | 93,91 %                      | 96,71 %            | 85,66 %           | 98,63 %           | 97,63 %           |
| 2017 | 98,62 %         | 97,41 %          | 92,73 %                      | 96,56 %            | 84,35 %           | 98,59 %           | 97,37 %           |
| 2018 | 98,33 %         | 97,21 %          | 91,53 %                      | 96,25 %            | 82,36 %           | 98,53 %           | 97,03 %           |
| 2019 | 97,84 %         | 96,52 %          | 89,59 %                      | 95,52 %            | 78,89 %           | 98,41 %           | 96,63 %           |
| 2020 | 97,47 %         | 96,06 %          | 88,48 %                      | 94,85 %            | 76,36 %           | 98,30 %           | 96,28 %           |
| 2021 | 97,21 %         | 95,75 %          | 88,01 %                      | 94,36 %            | 77,50 %           | 98,09 %           | 95,85 %           |

## Estrangeiros
| Ano  | População estrangeira | Variação total | Variação % | Percentagem da população nacional |
| ---- | --------------------- | -------------- | ---------- | --------------------------------- |
| 2015 | 383 759               | 6 354          | 1,66 %     | 3,71 %                            |
| 2016 | 392 969               | 9 210          | 2,40 %     | 3,81 %                            |
| 2017 | 416 682               | 23 713         | 6,03 %     | 4,05 %                            |
| 2018 | 477 472               | 60 790         | 14,59 %    | 4,65 %                            |
| 2019 | 588 976               | 111 504        | 23,35 %    | 5,72 %                            |
| 2020 | 661 607               | 72 631         | 12,33 %    | 6,42 %                            |
| 2021 | 698 536               | 36 929         | 5,58 %     | 6,75 %                            |
| 2022 | 757 252               | 58 365         | 8,41 %     |                                   |

### Por nacionalidade
| Ano  | Total   | Brasil  | Reino Unido | Cabo Verde | Itália | Índia  | Roménia | Ucrânia | Angola | Outros países |
| ---- | ------- | ------- | ----------- | ---------- | ------ | ------ | ------- | ------- | ------ | ------------- |
| 2014 | 390 113 | 85 288  | 16 559      | 40 563     | 5 328  | 6 421  | 31 505  | 37 809  | 19 478 | 158 911       |
| 2015 | 383 759 | 80 515  | 17 230      | 38 346     | 6 130  | 6 935  | 30 523  | 35 702  | 18 088 | 163 355       |
| 2016 | 392 969 | 79 569  | 19 384      | 36 193     | 8 523  | 7 244  | 30 429  | 34 428  | 16 876 | 176 090       |
| 2017 | 416 682 | 83 061  | 22 431      | 34 706     | 12 925 | 7 990  | 30 750  | 32 420  | 16 764 | 196 550       |
| 2018 | 477 472 | 104 504 | 26 445      | 34 444     | 18 862 | 11 393 | 30 908  | 29 197  | 18 310 | 233 664       |
| 2019 | 588 976 | 150 919 | 34 358      | 37 110     | 25 408 | 17 619 | 31 065  | 29 706  | 22 592 | 283 226       |
| 2020 | 661 607 | 183 875 | 46 238      | 36 466     | 28 159 | 24 550 | 30 052  | 28 621  | 24 409 | 311 946       |
| 2021 | 698 536 | 204 313 | 41 873      | 33 979     | 30 819 | 30 251 | 28 592  | 27 139  | 25 683 | 336 957       |
| 2022 | 757 252 |         |             |            |        |        |         |         |        |               |

### Regiões
A Região de Lisboa é a região com o maior número de estrangeiros, totalizando mais de 340 mil, seguida do Algarve com 105 mil, o Norte com 100 mil, o Centro com 94 mil , o Alentejo com 40 mil, a Madeira com 10 mil e os Açores com mais de 4 mil. O número de estrangeiros tem vindo a crescer desde 2014 em todas as regiões, tendo a Região de Lisboa o maior crescimento total, recebendo mais de 140 mil estrangeiros em sete anos. 
| Ano  | Região do Norte | Região do Centro | Área Metropolitana de Lisboa | Região do Alentejo | Região do Algarve | Região dos Açores | Região da Madeira |
| ---- | --------------- | ---------------- | ---------------------------- | ------------------ | ----------------- | ----------------- | ----------------- |
| 2014 | 42 953          | 53 781           | 203 650                      | 23 751             | 57 026            | 3 280             | 5 672             |
| 2015 | 42 063          | 52 943           | 198 217                      | 23 408             | 58 110            | 3 284             | 5 734             |
| 2016 | 44 447          | 55 031           | 197 199                      | 23 593             | 63 298            | 3 352             | 6 049             |
| 2017 | 49 359          | 57 851           | 206 048                      | 24 469             | 68 820            | 3 443             | 6 692             |
| 2018 | 59 657          | 61 893           | 240 963                      | 26 443             | 77 410            | 3 571             | 7 535             |
| 2019 | 77 128          | 77 133           | 298 175                      | 31 546             | 92 558            | 3 857             | 8 579             |
| 2020 | 90 253          | 87 835           | 330 413                      | 36 024             | 103 554           | 4 073             | 9 455             |
| 2021 | 100 084         | 94 751           | 343 995                      | 39 702             | 105 137           | 4 462             | 10 405            |

#### Percentagem
A Região do Algarve é a região com a maior percentagem de estrangeiros, com mais de 22 % da população algarvia estrangeira, seguida da Região de Lisboa com 12 % da população, o Alentejo com mais de 5 %, o Centro e a Madeira com ambos 4 %, o Norte com 3 % e os Açores com 2 %.
| Ano  | Região do Norte | Região do Centro | Área Metropolitana de Lisboa | Região do Alentejo | Região do Algarve | Região dos Açores | Região da Madeira |
| ---- | --------------- | ---------------- | ---------------------------- | ------------------ | ----------------- | ----------------- | ----------------- |
| 2014 | 1,19 %          | 2,38 %           | 7,25 %                       | 3,24 %             | 12,92 %           | 1,33 %            | 2,19 %            |
| 2015 | 1,17 %          | 2,35 %           | 7,05 %                       | 3,23 %             | 13,15 %           | 1,34 %            | 2,24 %            |
| 2016 | 1,24 %          | 2,45 %           | 6,99 %                       | 3,29 %             | 14,34 %           | 1,37 %            | 2,37 %            |
| 2017 | 1,38 %          | 2,59 %           | 7,27 %                       | 3,44 %             | 15,65 %           | 1,41 %            | 2,63 %            |
| 2018 | 1,67 %          | 2,79 %           | 8,47 %                       | 3,75 %             | 17,64 %           | 1,47 %            | 2,97 %            |
| 2019 | 2,16 %          | 3,48 %           | 10,41 %                      | 4,48 %             | 21,11 %           | 1,59 %            | 3,37 %            |
| 2020 | 2,53 %          | 3,94 %           | 11,52 %                      | 5,15 %             | 23,64 %           | 1,68 %            | 3,72 %            |
| 2021 | 2,79 %          | 4,25 %           | 11,99 %                      | 5,64 %             | 22,50 %           | 1,89 %            | 4,15 %            |

## Variação populacional
|             | População  | Saldo natural | Saldo natural | Saldo natural | Saldo migratório | Saldo migratório | Saldo migratório | Variação |
| Nascimentos | População  | Óbitos        | variação      | Imigrantes    | Emigrantes       | variação         |                  | Variação |
| ----------- | ---------- | ------------- | ------------- | ------------- | ---------------- | ---------------- | ---------------- | -------- |
| 2009        | 10 573 479 | 99 491        | 104 434       | –4 943        |                  |                  |                  |          |
| 2010        | 10 572 721 | 101 381       | 105 954       | –4 573        |                  |                  |                  |          |
| 2011        | 10 542 398 | 96 856        | 102 848       | –5 992        |                  |                  | -24 331          |          |
| 2012        | 10 487 289 | 89 841        | 107 612       | –17 771       |                  |                  | -37 352          |          |
| 2013        | 10 427 301 | 82 787        | 106 554       | –23 767       |                  |                  | -36 232          |          |
| 2014        | 10 374 822 | 82 367        | 104 843       | –22 476       |                  |                  | -30 056          |          |
| 2015        | 10 341 330 | 85 500        | 108 539       | –23 039       |                  |                  | -10 481          |          |
| 2016        | 10 309 573 | 87 126        | 110 573       | –23 447       |                  |                  | -8 348           |          |
| 2017        | 10 291 027 | 86 154        | 109 758       | –23 604       |                  |                  | 4 886            |          |
| 2018        | 10 276 617 | 87 020        | 113 051       | –26 031       |                  |                  | 11 570           |          |
| 2019        | 10 295 909 | 86 579        | 111 843       | –25 264       |                  |                  | 44 506           |          |
| 2020        | 10 298 252 | 84 530        | 123 396       | –38 866       |                  |                  | 41 274           |          |
| 2021        | 10 343 066 | 79 582        | 124 802       | –45 220       |                  |                  |                  |          |
| 2022        |            | 83 915        | 124 755       | –40 840       |                  |                  |                  |          |

## Nascimentos

### Estatísticas
O número de nascimentos reduziu de mais de 100 mil bébes nascidos em 2010 caíndo para menos de 80 mil em 2021, sendo o menor número de nascimentos desde que há registos. Em 2022 houve uma recuperação, passando outra vez para mais de 83 mil nascimentos.
| Ano  | Nascimentos | Variação |
| ---- | ----------- | -------- |
| 2009 | 99 491      |          |
| 2010 | 101 381     | 1,9 %    |
| 2011 | 96 856      | 4,5 %    |
| 2012 | 89 841      | 7,2 %    |
| 2013 | 82 787      | 7,9 %    |
| 2014 | 82 367      | 0,5 %    |
| 2015 | 85 500      | 3,8 %    |
| 2016 | 87 126      | 1,9 %    |
| 2017 | 86 154      | 1,1 %    |
| 2018 | 87 020      | 1,0 %    |
| 2019 | 86 579      | 0,5 %    |
| 2020 | 84 530      | 2,4 %    |
| 2021 | 79 582      | 5,9 %    |
| 2022 | 83 915      | 4,8 %    |

#### Por região
|      | Região do Norte | Região do Centro | Área Metropolitana de Lisboa | Região do Alentejo | Região do Algarve | Região dos Açores | Região da Madeira |
| ---- | --------------- | ---------------- | ---------------------------- | ------------------ | ----------------- | ----------------- | ----------------- |
| 2009 | 32 760          | 18 934           | 31 591                       | 6 242              | 4 797             | 2 786             | 2 380             |
| 2010 | 33 046          | 19 127           | 32 716                       | 6 382              | 4 862             | 2 719             | 2 529             |
| 2011 | 31 525          | 18 342           | 31 127                       | 6 146              | 4 561             | 2 748             | 2 407             |
| 2012 | 28 719          | 17 195           | 29 313                       | 5 920              | 4 159             | 2 488             | 2 047             |
| 2013 | 26 672          | 15 733           | 27 182                       | 5 292              | 3 728             | 2 341             | 1 839             |
| 2014 | 26 043          | 15 556           | 27 787                       | 5 166              | 3 760             | 2 316             | 1 739             |
| 2015 | 27 249          | 16 096           | 28 364                       | 5 512              | 4 071             | 2 261             | 1 947             |
| 2016 | 28 073          | 16 252           | 29 039                       | 5 466              | 4 175             | 2 263             | 1 858             |
| 2017 | 27 534          | 15 926           | 29 054                       | 5 225              | 4 236             | 2 219             | 1 960             |
| 2018 | 27 529          | 16 064           | 29 538                       | 5 383              | 4 334             | 2 253             | 1 919             |
| 2019 | 27 275          | 15 871           | 29 652                       | 5 350              | 4 408             | 2 131             | 1 891             |
| 2020 | 26 879          | 15 748           | 28 259                       | 5 351              | 4 330             | 2 103             | 1 860             |
| 2021 | 24 825          | 14 891           | 26 725                       | 5 235              | 4 119             | 2 043             | 1 744             |

### Taxa de mortalidade infantil
| Ano  | Taxa de mortalidade infantil |
| ---- | ---------------------------- |
| 2009 | 3,6 %                        |
| 2010 | 2,5 %                        |
| 2011 | 3,1 %                        |
| 2012 | 3,4 %                        |
| 2013 | 2,9 %                        |
| 2014 | 2,9 %                        |
| 2015 | 2,9 %                        |
| 2016 | 3,2 %                        |
| 2017 | 2,7 %                        |
| 2018 | 3,3 %                        |
| 2019 | 2,9 %                        |
| 2020 | 2,4 %                        |
| 2021 | 2,4 %                        |

## Número de óbitos por ano
O número de óbitos em 2015 foi de 87 126. Em 2016 foi de 110 535.

## População por sexo
A população feminina em Portugal é superior à masculina, totalizandoe mais de 5,4 milhões do sexo feminino, contra 4,9 milhões do sexo masculino.
| Ano  | Total      | Masculino | Masculino | Feminino  | Feminino |
| Ano  | Total      | total     | %         | total     | %        |
| ---- | ---------- | --------- | --------- | --------- | -------- |
| 2009 | 10 573 479 | 5 064 992 | 47,9 %    | 5 503 255 | 52,1 %   |
| 2010 | 10 572 721 | 5 058 644 | 47,8 %    | 5 514 456 | 52,2 %   |
| 2011 | 10 542 398 | 5 041 990 | 47,8 %    | 5 515 570 | 52,2 %   |
| 2012 | 10 487 289 | 5 013 067 | 47,8 %    | 5 501 777 | 52,2 %   |
| 2013 | 10 427 301 | 4 976 859 | 47,7 %    | 5 480 437 | 52,3 %   |
| 2014 | 10 374 822 | 4 940 843 | 47,6 %    | 5 460 219 | 52,4 %   |
| 2015 | 10 341 330 | 4 912 588 | 47,5 %    | 5 445 489 | 52,5 %   |
| 2016 | 10 309 573 | 4 891 983 | 47,5 %    | 5 433 469 | 52,5 %   |
| 2017 | 10 291 027 | 4 875 074 | 47,4 %    | 5 425 226 | 52,6 %   |
| 2018 | 10 276 617 | 4 860 029 | 47,3 %    | 5 423 793 | 52,7 %   |
| 2019 | 10 295 909 | 4 856 172 | 47,2 %    | 5 430 092 | 52,8 %   |
| 2020 | 10 298 252 | 4 858 749 | 47,2 %    | 5 439 503 | 52,8 %   |
| 2021 | 10 343 066 | 4 920 220 | 47,6 %    | 5 422 846 | 52,4 %   |

## População por grupos etários
As pessoas entre os 25 e os 64 anos constituem o grupo etário mais representado em Portugal, contabilizando mais de 5,5 milhões de pessoas e 53 % da população nacional, seguido do grupo das pessoas com idade superior aos 65 anos, contabilizando mais de 2,4 milhões de pessoas e 23 % da população nacional, das pessoas entre os 0 e os 14 anos, contabilizando mais de 1,3 milhões de pessoas e 13 % da população nacional e do grupo etário entre os 15 e os 24 anos, representando perto de 1,1 milhões de pessoas e 11 % da população nacional.
| Ano  | Total      | 0–14 anos       | 0–14 anos   | 15–24 anos      | 15–24 anos  | 25–64 anos      | 25–64 anos  | 65 ou mais anos | 65 ou mais anos |
| Ano  | Total      | Total População | Percentagem | Total População | Percentagem | Total População | Percentagem | Total População | Percentagem     |
| ---- | ---------- | --------------- | ----------- | --------------- | ----------- | --------------- | ----------- | --------------- | --------------- |
| 2011 | 10 562 178 | 1 572 329       | 14,89 %     | 1 147 315       | 10,86 %     | 5 832 470       | 55,22 %     | 2 010 064       | 19,03 %         |
| 2012 | 10 487 289 | 1 550 201       | 14,78 %     | 1 123 090       | 10,71 %     | 5 781 392       | 55,13 %     | 2 032 606       | 19,38 %         |
| 2013 | 10 427 301 | 1 521 854       | 14,59 %     | 1 110 874       | 10,65 %     | 5 724 730       | 54,90 %     | 2 069 843       | 19,85 %         |
| 2014 | 10 374 822 | 1 490 241       | 14,36 %     | 1 105 481       | 10,66 %     | 5 673 933       | 54,69 %     | 2 105 167       | 20,29 %         |
| 2015 | 10 341 330 | 1 460 832       | 14,13 %     | 1 105 495       | 10,69 %     | 5 634 179       | 54,48 %     | 2 140 824       | 20,70 %         |
| 2016 | 10 309 573 | 1 442 416       | 13,99 %     | 1 096 721       | 10,64 %     | 5 593 796       | 54,26 %     | 2 176 640       | 21,11 %         |
| 2017 | 10 291 027 | 1 423 896       | 13,84 %     | 1 093 201       | 10,62 %     | 5 560 656       | 54,03 %     | 2 213 274       | 21,51 %         |
| 2018 | 10 276 617 | 1 407 566       | 13,70 %     | 1 091 449       | 10,62 %     | 5 533 377       | 53,84 %     | 2 244 225       | 21,84 %         |
| 2019 | 10 295 909 | 1 396 985       | 13,57 %     | 1 095 766       | 10,64 %     | 5 522 734       | 53,64 %     | 2 280 424       | 22,15 %         |
| 2020 | 10 298 252 | 1 382 628       | 13,43 %     | 1 100 234       | 10,68 %     | 5 505 742       | 53,46 %     | 2 309 648       | 22,43 %         |
| 2021 | 10 343 066 | 1 331 188       | 12,87 %     | 1 088 087       | 10,52 %     | 5 500 152       | 53,18 %     | 2 423 639       | 23,43 %         |

### 0–14 anos
Em 2021 viviam em Portugal 1 331 188 pessoas com idades entre os 0 e os 14 anos, representando 12,87 % da população nacional.
| Ano  | Região do Norte | Região do Centro | Área Metropolitana de Lisboa | Região do Alentejo | Região do Algarve | Região dos Açores | Região da Madeira |
| ---- | --------------- | ---------------- | ---------------------------- | ------------------ | ----------------- | ----------------- | ----------------- |
| 2011 | 549 344         | 316 891          | 446 810                      | 102 447            | 69 440            | 44 237            | 43 731            |
| 2012 | 535 720         | 310 487          | 448 181                      | 101 049            | 68 943            | 43 386            | 42 435            |
| 2013 | 520 775         | 303 099          | 447 308                      | 99 171             | 68 069            | 42 479            | 40 953            |
| 2014 | 504 861         | 294 490          | 446 751                      | 96 211             | 67 169            | 41 481            | 39 278            |
| 2015 | 489 458         | 286 949          | 445 953                      | 93 558             | 66 629            | 40 389            | 37 896            |
| 2016 | 477 792         | 281 444          | 448 401                      | 92 050             | 66 567            | 39 673            | 36 489            |
| 2017 | 467 038         | 275 886          | 450 480                      | 90 184             | 66 146            | 38 802            | 35 360            |
| 2018 | 458 203         | 270 525          | 452 344                      | 88 445             | 65 810            | 38 013            | 34 226            |
| 2019 | 451 624         | 267 109          | 454 715                      | 87 348             | 65 551            | 37 307            | 33 331            |
| 2020 | 444 020         | 265 456          | 453 284                      | 86 027             | 65 019            | 36 445            | 32 377            |
| 2021 | 440 165         | 263 399          | 411 213                      | 87 139             | 62 781            | 34 553            | 31 938            |

| Grupo etário | Região do Norte | Região do Centro | Área Metropolitana de Lisboa | Região do Alentejo | Região do Algarve | Região dos Açores | Região da Madeira |
| ------------ | --------------- | ---------------- | ---------------------------- | ------------------ | ----------------- | ----------------- | ----------------- |
| 2011         |                 |                  |                              |                    |                   |                   |                   |
| 2012         |                 |                  |                              |                    |                   |                   |                   |
| 2013         |                 |                  |                              |                    |                   |                   |                   |
| 2014         |                 |                  |                              |                    |                   |                   |                   |
| 2015         |                 |                  |                              |                    |                   |                   |                   |
| 2016         |                 |                  |                              |                    |                   |                   |                   |
| 2017         |                 |                  |                              |                    |                   |                   |                   |
| 2018         |                 |                  |                              |                    |                   |                   |                   |
| 2019         | 395 661         |                  |                              |                    |                   |                   |                   |
| 2020         | 391 794         |                  |                              |                    |                   |                   |                   |
| 2021         | 385 934         |                  |                              |                    |                   |                   |                   |

| Grupo etário | Região do Norte | Região do Centro | Área Metropolitana de Lisboa | Região do Alentejo | Região do Algarve | Região dos Açores | Região da Madeira |
| ------------ | --------------- | ---------------- | ---------------------------- | ------------------ | ----------------- | ----------------- | ----------------- |
| 2011         |                 |                  |                              |                    |                   |                   |                   |
| 2012         |                 |                  |                              |                    |                   |                   |                   |
| 2013         |                 |                  |                              |                    |                   |                   |                   |
| 2014         |                 |                  |                              |                    |                   |                   |                   |
| 2015         |                 |                  |                              |                    |                   |                   |                   |
| 2016         |                 |                  |                              |                    |                   |                   |                   |
| 2017         |                 |                  |                              |                    |                   |                   |                   |
| 2018         |                 |                  |                              |                    |                   |                   |                   |
| 2019         | 1 979 268       |                  |                              |                    |                   |                   |                   |
| 2020         | 1 967 770       |                  |                              |                    |                   |                   |                   |
| 2021         | 1 950 231       |                  |                              |                    |                   |                   |                   |

| Grupo etário | Região do Norte | Região do Centro | Área Metropolitana de Lisboa | Região do Alentejo | Região do Algarve | Região dos Açores | Região da Madeira |
| ------------ | --------------- | ---------------- | ---------------------------- | ------------------ | ----------------- | ----------------- | ----------------- |
| 2011         |                 |                  |                              |                    |                   |                   |                   |
| 2012         |                 |                  |                              |                    |                   |                   |                   |
| 2013         |                 |                  |                              |                    |                   |                   |                   |
| 2014         |                 |                  |                              |                    |                   |                   |                   |
| 2015         |                 |                  |                              |                    |                   |                   |                   |
| 2016         |                 |                  |                              |                    |                   |                   |                   |
| 2017         |                 |                  |                              |                    |                   |                   |                   |
| 2018         |                 |                  |                              |                    |                   |                   |                   |
| 2019         | 748 785         |                  |                              |                    |                   |                   |                   |
| 2020         | 762 790         |                  |                              |                    |                   |                   |                   |
| 2021         | 810 256         |                  |                              |                    |                   |                   |                   |

## Saldos populacionais

### Saldo natural
|      | Região do Norte | Região do Centro | Área Metropolitana de Lisboa | Região do Alentejo | Região do Algarve | Região dos Açores | Região da Madeira |
| ---- | --------------- | ---------------- | ---------------------------- | ------------------ | ----------------- | ----------------- | ----------------- |
| 2011 | –54             | –8 017           | 5 807                        |                    |                   |                   |                   |
| 2012 | –4 406          | –10 913          | 3 005                        |                    |                   |                   |                   |
| 2013 | –6 309          | –11 683          | 835                          |                    |                   |                   |                   |
| 2014 | –6 273          | –11 059          | 1 616                        |                    |                   |                   |                   |
| 2015 | –6 291          | –11 376          | 1 069                        |                    |                   |                   |                   |
| 2016 | –5 962          | –11 807          | 1 473                        |                    |                   |                   |                   |
| 2017 | –6 709          | –12 082          | 1 868                        |                    |                   |                   |                   |
| 2018 | –7 699          | –12 406          | 1 013                        |                    |                   |                   |                   |
| 2019 | –7 672          | –12 195          | 1 382                        |                    |                   |                   |                   |
| 2020 | –13 148         | –14 499          | –2 998                       |                    |                   |                   |                   |
| 2021 | –12 290         | –16 664          | –6 561                       |                    |                   |                   |                   |

### Saldo migratório
|      | Região do Norte | Região do Centro | Área Metropolitana de Lisboa | Região do Alentejo | Região do Algarve | Região dos Açores | Região da Madeira |
| ---- | --------------- | ---------------- | ---------------------------- | ------------------ | ----------------- | ----------------- | ----------------- |
| 2011 | –6 307          | –7 456           | -1 518                       |                    |                   |                   |                   |
| 2012 | –16 584         | –6 318           | -11 667                      |                    |                   |                   |                   |
| 2013 | –15 730         | –6 091           | -11 698                      |                    |                   |                   |                   |
| 2014 | –16 137         | –6 113           | 27                           |                    |                   |                   |                   |
| 2015 | –11 716         | 3 748            | 2 441                        |                    |                   |                   |                   |
| 2016 | –13 241         | –623             | 7 198                        |                    |                   |                   |                   |
| 2017 | –1 661          | –506             | 10 462                       |                    |                   |                   |                   |
| 2018 | 4 077           | –2 371           | 11 640                       |                    |                   |                   |                   |
| 2019 | 10 427          | 12 911           | 15 558                       |                    |                   |                   |                   |
| 2020 | 4 207           | 26 555           | 8 818                        |                    |                   |                   |                   |
| 2021 |                 |                  |                              |                    |                   |                   |                   |

### Variação populacional
|      | Região do Norte | Região do Centro | Área Metropolitana de Lisboa | Região do Alentejo | Região do Algarve | Região dos Açores | Região da Madeira |
| ---- | --------------- | ---------------- | ---------------------------- | ------------------ | ----------------- | ----------------- | ----------------- |
| 2011 | –6 361          |                  | 4 289                        |                    |                   |                   |                   |
| 2012 | –20 990         |                  | –8 662                       |                    |                   |                   |                   |
| 2013 | –22 039         |                  | –10 863                      |                    |                   |                   |                   |
| 2014 | –22 410         |                  | 1 643                        |                    |                   |                   |                   |
| 2015 | –18 007         |                  | 3 510                        |                    |                   |                   |                   |
| 2016 | –19 203         |                  | 8 671                        |                    |                   |                   |                   |
| 2017 | –8 370          |                  | 12 330                       |                    |                   |                   |                   |
| 2018 | –3 622          |                  | 12 653                       |                    |                   |                   |                   |
| 2019 | 2 755           |                  | 16 940                       |                    |                   |                   |                   |
| 2020 | –8 964          |                  | 5 761                        |                    |                   |                   |                   |
| 2021 |                 |                  |                              |                    |                   |                   |                   |